# دار أمير كبير للنشر
دار نشر أمير كبير (الفارسية: انتشارات امیرکبیر؛ Entišarat-e Amir Kabir؛ وتُرومَن أيضًا باسم Amir-Kabir أو Amar-i Kabir) هي دار نشر تقع في طهران، إيران. تأسست في 19 نوفمبر 1949 على يد عبد الرحيم "تقي" جعفري. سُمِّيت على اسم أمير كبير (المعروف باسم أمير كبير) (1807–1852)، الذي شغل منصب الوزير الأول خلال حكم ناصر الدين شاه، وتُعرف أحيانًا باسم «معهد منشورات أمير كبير».

## تاريخ الشركة
عقب الثورة الإسلامية في إيران عام 1979، صادرت الحكومة الإيرانية أصول دار نشر أمير كبير. وبعد ذلك، فرض المالكون الجدد هيكلًا إداريًا جديدًا على المؤسسة. لا تزال دار النشر نشطة، لكنها تقتصر على إعادة نشر المواد السابقة، والكلاسيكيات، والكتب الجديدة ذات الطابع المحافظ. وتُعد دار نشر أمير كبير هي الناشر للموسوعة الفارسية.
وكان إصدار دار نشر أمير كبير من رواية صادق هدايت بوف کور (البومة العمياء) من العناوين التي اختيرت ضمن معرض "ألف عام من الكتاب الفارسي" الذي أقامته مكتبة الكونغرس عام 2014.
تشارك الشركة بانتظام في معارض الكتب في طهران وكذلك في معارض الكتب الدولية، بما في ذلك فرانكفورت وبولونيا (إيطاليا).

## سلاسل الكتب
- Études iraniennes (المركز الإيراني لحوار الحضارات)[8]
- Kitāb-hā-yi ṭalā'ī (کتاب‌های طلائى) (بالإنجليزية: "الكتب الذهبية")[9][10][11]
- Shāhkār-hā-yi adabīiyāt-i Fārsī (شاهکارهای ادبیات فارسى) (بالإنجليزية: "روائع الأدب الفارسي") (1954–)[12]

## وصلات خارجية
- دار نشر أمير كبير في الموسوعة الإيرانية
- السيرة الذاتية لجعفري في بي بي سي الإيرانية